# 東風克智
東風 克智（こち かつとも、1979年 - ）は日本のフリーライター、AVライター（AVマイスター）、インタビュアー。
愛媛県出身。創価大学卒。男性。
2024年に『AV関連の記事だけで食べている最後のAVライター』として現代ビジネスで紹介された。

## 来歴
創価大学落語研究会27期の部長を務めており、落研の同期には土屋伸之（ナイツ）、岸学（どきどきキャンプ）などがいる。「東風克智」はペンネームで、智を「ち」と呼んで「克智（かっち）東風（こち）＝かっちこち」から名付けた。
2001年に大学を卒業して日本トイザらスに就職したが、数年後には実家が経営していた食品加工会社に転職。そして2006年には独立して高知県に唐揚げ店をオープンしたが、入っていたテナントビルがアスベスト問題で取り壊されることになり、借金を残したまま閉店。その借金を返す為に大事にしていたAVコレクション（VHSやDVD）をヤフオクで手放したところ、その多くが数万円のプレミア価格の付いたお宝ばかりだった為に高額で売れて借金も無事に返済。この時に自身がお宝AVの目利きが出来る才能を持っていると気付く。
このエピソードを2011年に落研時代の先輩であるエレキコミックのやついいちろうがTBSラジオ『エレ片のコント太郎』内で話したことにより、東風氏は『AV好きの愛媛のＩ君』として一躍話題に。その放送を聴いていたスポニチ関係者が東風氏にAVコラム（AV男優たちの得意技を紹介する『男優ヤリワザ名鑑』）の連載オファーしたことがキッカケでAVライターになった。
2011年から『AVマイスター』という肩書きで、週刊プレイボーイ、週刊大衆、週刊アサヒ芸能、月刊FANZAなど数多くの雑誌にAV関連記事を掲載。週刊大衆の『旬AV女優ニュース』は2015年から続く長期連載となっている。AV女優にインタビューすることも多く、FANZAが運営するニュースサイト『FANZAニュース』の新人女優インタビューの大半は東風氏が担当。瀬戸環奈がAVデビューした際も一番最初にインタビューした。
2013年頃には週刊プレイボーイによく登場するようになり、主に貧乳AV女優特集の記事を担当。しかし、紹介したAV女優から「『貧乳』と言われるのは嫌だ」とクレームが入り、それからは貧乳ではなく『ちっぱい』と記載するようになった。このワードを気に入った有村千佳や桜井あゆなどの胸の小さなAV女優たちが自らを『ちっぱい女優』と名乗るようになり、『ちっぱい』という言葉が世に浸透したと言われている。
2017年には『DMM.R18アダルトアワード2017』で最優秀女優賞を獲得した三上悠亜と対談している。
2018年には『エロポリー』（AVタイトルで実際に使われている単語が書かれたカードを組み合わせて架空のAVタイトルを作るカードゲーム）を開発してイベントも定期的に開催。コロナの影響でイベントは終了したものの、2024年から『元祖AVタイトル制作カードゲーム エロポリー』としてカードゲームのネット販売のみ再開している。
2019年からネット番組『AV紳士 今宵、アナタと、AVと。』のMCをぱいぱいでか美（現・でか美ちゃん）と2年間務めた。
2020年11月にX（旧Twitter）で『アソコに響くＡＶ名言集【ＡＶマイスター東風克智 監修】』のアカウントを作り、AV女優が作品内で言った名言を１日１言ずつ紹介している。
2022年から始めたYouTube『こちかつタイム』では主に最新のAVニュースを発信しており、その他にも『AVドラフト会議』『変態論』などの企画もやっている。
2022年から2024年まで『週刊アサヒ芸能』で山岸あや花と美谷朱音が対談する連載コラム「ぎしたにのハメ外しトーーク！」の編集を担当。
2023年に二次元と三次元のアダルトメディアの知識人が集まる「アダルトメディア総研」のメンバーになり、共同著書で『アダルトメディア年鑑2024』（イースト・プレス）を発行。東風氏は「コロナやAV新法の影響でAV作品がどのように変化したのか」「メタバース女優の登場」など近年のAV史を担当した。
2024年にFANZAニュースで『バコバコバスツアー2024 発売記念！ 出演メンバー座談会』を担当して多くの出演女優にインタビュー。翌年の『バコバス2025』でも座談会を担当している。
2024年に天使もえの引退記念特設サイトのインタビューを担当。当初はデビュー10周年記念のインタビューだと聞かされていたが、取材直前に天使もえが引退することを聞かされて驚く。
2025年5月から実話BUNKAタブーで「あえて言おう、このAV女優がスゴい」を連載開始。

## 人物
以前は『月100本』のAVを観ていたが、2020年頃からAVの収録時間が３時間を越える作品が多くなった影響で観る本数も『月60～70本』くらいに減ったとのこと。作品を早送りせずに観ており、その内容をノートにびっしりと書き込んでいる。インタビューの際にそのノートを見た新ありなが「このノート、病的な感じがする」と言った逸話がある。
学生時代にやついいちろうが東風の家に遊びに行って押し入れを開けると、大量のエロビデオが雪崩のようにザザーッと出て来て「こんなの漫画でしか起こらない」と驚いた逸話がある。
2001年にクイーンズスクエア横浜（当時『アット！』）で開催された素人お笑い大会に出場してラーメンズ賞を獲得。審査員の小林賢太郎氏に「君の時代は10年後に来る」と言われ、奇しくもその10年後の2011年にAVライターになった。
最初に好きになったAV女優は小学生の時に週刊プレイボーイのヌードグラビアで見た星野ひかるで、その影響で星野ひかるに似たスレンダー系や貧乳系の女性がタイプに。一番好きなAV女優は希島あいりで『他人のＳＥＸで生きてる人々３』に出演した際に「きじーはお城に住むお姫様で、俺はそれを遠くから眺めている雑兵」と希島と自分の身分格差を述べている。希島あいりのことが好き過ぎて会うと緊張する為に共演NGにしていたが、2021年に初めてインタビューを担当した。
恵比寿マスカッツのファンで、愛媛のシンク書店で開催された吉沢明歩のサイン会に向かっている途中に車のタイヤがパンクしてしまい、サイン会に間に合わなくなって車中でハンドルに顔を突っ伏して号泣したというエピソードがある。
大学の落研で1つ上の先輩であった塙宣之（ナイツ）と仲が良く、塙が学生時代に落研のモテない男だけを集めた組織『パーマン』を結成した際に東風がパーマン1号に選ばれた（土屋伸之はパーマン3号）。現在もYouTube「ナイツ塙の自由時間」に東風がゲストとして度々出演し、塙と春とヒコーキがエロポリー対決をした際に審査員をしている。
2017年に紗倉まなが週刊プレイボーイで連載していた『紗倉まなの白目むいちゃいました。』（第112話）で「AVマイスター東風克智さんになぜか、オヘソを絶賛された件」というタイトルでコラムを発表。紗倉のVR作品を観た東風から「オヘソの凹み方が綺麗で、VRで観ていると吸い込まれそうになった」と絶賛されたことをキッカケにオヘソ掃除を入念にするようになったことを明かした。
2023年に住んでいた愛媛県のマンションの水道管が破裂して部屋中が水浸しになり、部屋に保管していた4000本近くのアダルトDVDも被害に。マンション側の過失であった為に損害保険で濡れたDVD1枚につき500円の『パッケージ補償』を貰える事になり、DVDの補償だけで（500円×4000本＝200万円）を手にした。被害状況を確認しに来た保険会社の人たちもAVの量に驚いたそうで「無表情ではあったのですが、リアクションしないでおこうという“強い意志”を感じさせる雰囲気でした」とインタビューで語っている。そして部屋に住めなくなったので引っ越しにかかる費用を全額支払ってもらえることになり「じゃあ、東京に引っ越します」とタダで上京することが出来たというエピソードがある。
ぶっかけ作品が大好きで大量ぶっかけモノの金字塔であるムーディーズの『ドリームウーマン』シリーズは全て視聴。2025年に『ドリームウーマン99』（主演・八木奈々）で約10年ぶりにシリーズが復活した際には記念インタビューを担当した。

## 連載
・週刊大衆「旬AV女優ニュース」「業界用語の基礎恥識」
・週刊アサヒ芸能「ぎしたにのハメ外しトーーク！」
・実話BUNKAタブー「あえて言おう、このAV女優がスゴい」
・月刊FANZA「紙のVRAV」
・FANZAニュース「輝け！ 俺的妄想オールスターズ」
・スポニチ「男優ヤリ技名鑑」
・リアルライブ「青春プレイバック：わが青春の90年代AV女優たち」

## 出演

### テレビ
- 『ヨソで言わんとい亭～ココだけの話が聞ける(秘)料亭～』(2015年 テレビ東京)
- 『ケンコバのバコバコナイト』（2021年 サンテレビ）

### ウェブテレビ
- 『エンダン』（2013年 NOTTV）

- 『AV紳士 今宵、アナタと、AVと。』（2019～2020 ピクションシネマ）※２シーズン放送
- 『声優と夜あそび』（2018年 AbemaTV）※声優の浪川大輔＆谷山紀章とエロポリー
- 『他人のＳＥＸで生きてる人々３』（2021年 パラダイスTV）

### ラジオ
- 『エレ片のコント太郎』（2017年 TBSラジオ）
- 『エレ片のケツビ！』（2023年 TBSラジオ）……「AVマイスター・東風克智さんがお満を持してTBSラジオに挿入です」（本編podcast）    「A Vマイスター東風克智さん登場！ · 最近のエレ片で最も旬な男！？がお満を侍してスタジオに降臨です！ · A V最新情報をたっぷりとお届け！」（新録podcast）

### DVD
- 「ナイツ独演会 実況の人が『そうですね』ばっかり言うでしょう」（2024年2月28日、コンテンツリーグ）※幕間映像「あの青春をもう一度！パーマンみんなで集まろう」に出演

## 出版

### 共著
- 『アダルトメディア年鑑2024』（2023年 イースト・プレス）

### 電子書籍
- 『女性を狂わす超★快感セックス奥義』 （2014年 Kindle）…スポニチで連載していた『男優ヤリワザ名鑑』を電子書籍化。
- 『青春プレイバック：わが青春の90年代AV女優たち』（2014年 Kindle）…リアルライブで連載していたコラムを電子書籍化。

## 関連記事
- 『日本でただ1人「AVライターだけで生計を立てている男」…ナイツ、エレキコミックら人気芸人からも絶大な支持を得る「異才」の奇妙な半生』（2024年 現代ビジネス）
- 『なんと1日に12時間も動画を視聴…「AVライター界の大谷翔平」の異名をとる男が明かす、AVライターの「ハードすぎる1日」』（2024年 現代ビジネス）